# Louis-Jean Pin
Louis-Jean Pin (Parijs, 1734 – onbekend) was een Franse komische toneelspeler en theaterdirecteur.

## Biografie
Pin leidde een toneelgroep in Montpellier van 1757 tot 1758, waarna hij op 5 december 1765 debuteerde aan de Comédie-Française. Hij bracht enkele jaren door aan het Théâtre-Français, waar hij de beroepen van acteur en rijke handelaar combineerde. Pin verliet dit theater in december 1771 om rond te reizen doorheen de provincies. In 1773 ging hij aan de slag als acteur aan de Koninklijke Muntschouwburg te Brussel en het jaar daarop stond hij op de planken in Valenciennes. Tijdens het 1774-1775 seizoen keerde hij terug naar Brussel om er mee te helpen met financieren en kostumering en van 1777 tot 1783 was hij er samen met Alexandre Bultos en Sophie Lothaire mededirecteur van de instelling. Later keerde Pin terug naar Parijs om zich volledig op de koophandel te focussen. Hij leek in deze periode het toneel achter zich gelaten te hebben.